# جانگ دا آه
جانگ جین یونگ (کره‌ای: 장진영؛ زادهٔ ۵ مه ۲۰۰۱) که به‌طور حرفه‌ای با نام جانگ دا آه (کره‌ای: 장다아) شناخته می‌شود، بازیگر اهل کره جنوبی زیر نظر کینگ کنگ بای استارشیپ است. او به خاطر ایفای نقش بک ها رین در مجموعه تلویزیونی بازی هرم شناخته می‌شود.

## اوایل زندگی
جانگ دا آه زادهٔ ۵ مه ۲۰۰۱ در سئول، کره جنوبی است. او خواهر بزرگتر جانگ وون یونگ، عضو گروه دخترانه کره‌ای آیو است.

## حرفه
در ۷ آوریل ۲۰۲۳، جانگ با شرکت کینگ کنگ بای استارشیپ قرارداد امضا کرد. طبق گزارش‌ها، او با نام هنری جانگ دا آه فعالیت خواهد کرد. در ۲۶ مه ۲۰۲۳، این آژانس رسماً اعلام کرد که جانگ دا آه در مجموعه جدید اصلی پلتفرم تیوینگ با عنوان بازی هرم، که اقتباسی از وب‌تون معروف ناور با همین نام است، ایفای نقش خواهد کرد.
در ۲۹ فوریه، جانگ در مجموعه تلویزیونی بازی هرم (۲۰۲۴) با ایفای نقش بک ها رین، شخصیت منفی و روان‌پریش داستان، مقابل دوربین رفت.
طبق گزارش‌ها، او در مجموعه تلویزیونی ستارهٔ طلایی من ایفای نقش می‌کند که در سال ۲۰۲۵ از شبکه ئی‌ان‌ای پخش خواهد شد.

## فیلم‌شناسی

### مجموعه تلویزیونی
| سال  | عنوان          | نقش       | منابع        |
| ---- | -------------- | --------- | ------------ |
| ۲۰۲۴ | بازی هرم       | بک ها رین | [ ۱۱ ]       |
| ۲۰۲۵ | ستاره طلایی من | TBA       | [ ۹ ] [ ۱۰ ] |